# Írország a 2024. évi nyári olimpiai játékokon
Írország a franciaországi Párizsban megrendezett 2024. évi nyári olimpiai játékok egyik részt vevő nemzete volt. Az országot az olimpián 15 sportágban 143 sportoló képviselte, akik összesen 7 érmet szereztek.

## Érmesek
| Érem  | Versenyző                      | Sportág   | Versenyszám                    |
| ----- | ------------------------------ | --------- | ------------------------------ |
| Arany | Fintan McCarthy Paul O'Donovan | Evezés    | Férfi könnyűsúlyú kétpárevezős |
| Arany | Kellie Harrington              | Ökölvívás | Női könnyűsúly                 |
| Arany | Rhys McClenaghan               | Torna     | Férfi lólengés                 |
| Arany | Daniel Wiffen                  | Úszás     | Férfi 800 m gyors              |
| Bronz | Philip Doyle Daire Lynch       | Evezés    | Férfi kétpárevezős             |
| Bronz | Daniel Wiffen                  | Úszás     | Férfi 1500 m gyors             |
| Bronz | Mona McSharry                  | Úszás     | Női 100 m mell                 |

## Atlétika
Férfi
| Versenyző       | Versenyszám | Előfutam | Előfutam | Előfutam | Vigaszág | Vigaszág | Vigaszág | Elődöntő | Elődöntő | Elődöntő | Döntő   | Döntő    |
| Versenyző       | Versenyszám | Idő      | Hely.    | Össz.    | Idő      | Hely.    | Össz.    | Idő      | Hely.    | Össz.    | Idő     | Helyezés |
| --------------- | ----------- | -------- | -------- | -------- | -------- | -------- | -------- | -------- | -------- | -------- | ------- | -------- |
| Mark English    | 800 m       | 1:45,15  | 2.       | 7.       | erőnyerő | erőnyerő | erőnyerő | 1:45,97  | 6.       | 18.      | kiesett | kiesett  |
| Andrew Coscoran | 1500 m      | 3:42,07  | 15.      | 45.      | 3:39,45  | 12.      | 43.      | kiesett  | kiesett  | kiesett  | kiesett | kiesett  |
| Cathal Doyle    | 1500 m      | 3:37,82  | 9.       | 31.      | 3:34,92  | 1.       | 8.       | 3:33,15  | 10.      | 16.      | kiesett | kiesett  |
| Luke McCann     | 1500 m      | 3:35,73  | 8.       | 8.       | 3:36,50  | 7.       | 35.      | kiesett  | kiesett  | kiesett  | kiesett | kiesett  |
| Brian Fay       | 5000 m      | 13:55,35 | 13.      | 13.      |          |          |          |          |          |          | kiesett | kiesett  |

| Versenyző   | Versenyszám | Selejtező | Selejtező | Döntő    | Döntő    |
| Versenyző   | Versenyszám | Eredmény  | Helyezés  | Eredmény | Helyezés |
| ----------- | ----------- | --------- | --------- | -------- | -------- |
| Eric Favors | Súlylökés   | 19,02 m   | 27.       | kiesett  | kiesett  |

Női
| Versenyző                                                                 | Versenyszám     | Előfutam | Előfutam | Előfutam | Vigaszág | Vigaszág | Vigaszág | Elődöntő | Elődöntő | Elődöntő | Döntő   | Döntő    |
| Versenyző                                                                 | Versenyszám     | Idő      | Hely.    | Össz.    | Idő      | Hely.    | Össz.    | Idő      | Hely.    | Össz.    | Idő     | Helyezés |
| ------------------------------------------------------------------------- | --------------- | -------- | -------- | -------- | -------- | -------- | -------- | -------- | -------- | -------- | ------- | -------- |
| Rhasidat Adeleke                                                          | 400 m           | 50,09    | 1.       | 7.       | erőnyerő | erőnyerő | erőnyerő | 49,95    | 2.       | 6.       | 49,28   | 4.       |
| Sophie Becker                                                             | 400 m           | 51,84    | 6.       | 33.      | 51,28    | 2.       | 29.      | kiesett  | kiesett  | kiesett  | kiesett | kiesett  |
| Sharlene Mawdsley                                                         | 400 m           | 50,71    | 4.       | 17.      | 51,18    | 3.       | 28.      | kiesett  | kiesett  | kiesett  | kiesett | kiesett  |
| Sarah Healy                                                               | 1500 m          | 4:02,91  | 7.       | 19.      | 4:07,60  | 4.       | 31.      | kiesett  | kiesett  | kiesett  | kiesett | kiesett  |
| Sophie O'Sullivan                                                         | 1500 m          | 4:00,23  | 7.       | 8.       | 4:03,73  | 4.       | 25.      | kiesett  | kiesett  | kiesett  | kiesett | kiesett  |
| Jodie McCann                                                              | 5000 m          | 15:55,08 | 20.      | 39.      |          |          |          |          |          |          | kiesett | kiesett  |
| Sarah Lavin                                                               | 100 m gát       | 12,73    | 2.       | 12.      | erőnyerő | erőnyerő | erőnyerő | 12,69    | 6.       | 15.      | kiesett | kiesett  |
| Fionnuala McCormack                                                       | Maraton         |          |          |          |          |          |          |          |          |          | 2:30:12 | 28.      |
| Sophie Becker Rhasidat Adeleke Phil Healy Sharlene Mawdsley Kelly McGrory | 4 × 400 m váltó | 3:25,05  | 3.       | 7.       |          |          |          |          |          |          | 3:19,90 | 4.       |

| Versenyző      | Versenyszám   | Selejtező | Selejtező | Döntő    | Döntő    |
| Versenyző      | Versenyszám   | Eredmény  | Helyezés  | Eredmény | Helyezés |
| -------------- | ------------- | --------- | --------- | -------- | -------- |
| Nicola Tuthill | Kalapácsvetés | 69,90 m   | 16.       | kiesett  | kiesett  |

| Versenyző     | Versenyszám | 100 m gát | 100 m gát | Magasugrás | Magasugrás | Súlylökés | Súlylökés | 200 m | 200 m | Távolugrás | Távolugrás | Gerelyhajítás | Gerelyhajítás | 800 m   | 800 m | Végeredmény | Végeredmény |
| Versenyző     | Versenyszám | Idő       | Pont      | Eredmény   | Pont       | Eredmény  | Pont      | Idő   | Pont  | Eredmény   | Pont       | Eredmény      | Pont          | Idő     | Pont  | Pont        | Helyezés    |
| ------------- | ----------- | --------- | --------- | ---------- | ---------- | --------- | --------- | ----- | ----- | ---------- | ---------- | ------------- | ------------- | ------- | ----- | ----------- | ----------- |
| Kate O'Connor | Hétpróba    | 14,08     | 967       | 177 cm     | 941        | 13,79 m   | 780       | 24,77 | 908   | 579 cm     | 786        | 50,36 m       | 867           | 2:13,25 | 918   | 6167        | 14.         |

Vegyes
| Versenyző                                                         | Versenyszám     | Előfutam | Előfutam | Előfutam | Döntő   | Döntő    |
| Versenyző                                                         | Versenyszám     | Idő      | Hely.    | Össz.    | Idő     | Helyezés |
| ----------------------------------------------------------------- | --------------- | -------- | -------- | -------- | ------- | -------- |
| Christopher O'Donnell Sophie Becker Thomas Barr Sharlene Mawdsley | 4 × 400 m váltó | 3:12,67  | 5.       | 10.      | kiesett | kiesett  |

## Evezés
Férfi
| Versenyző                      | Versenyszám              | Előfutam | Előfutam | Vigaszág | Vigaszág | Elődöntő | Elődöntő | Elődöntő | Döntő | Döntő   | Döntő | Helyezés |
| Versenyző                      | Versenyszám              | Idő      | Hely.    | Idő      | Hely.    | Típus    | Idő      | Hely.    | Típus | Idő     | Hely. | Helyezés |
| ------------------------------ | ------------------------ | -------- | -------- | -------- | -------- | -------- | -------- | -------- | ----- | ------- | ----- | -------- |
| Daire Lynch Philip Doyle       | Kétpárevezős             | 6:13,24  | 1.       | erőnyerő | erőnyerő | A/B      | 6:13,14  | 1.       | A     | 6:15,17 | 3.    |          |
| Fintan McCarthy Paul O'Donovan | Könnyűsúlyú kétpárevezős | 6:34,12  | 1.       | erőnyerő | erőnyerő | A/B      | 6:21,88  | 1.       | A     | 6:10,99 | 1.    |          |
| Ross Corrigan Nathan Timoney   | Kormányos nélküli kettes | 6:32,69  | 3.       | erőnyerő | erőnyerő | A/B      | 6:32,22  | 3.       | A     | 6:30,49 | 6.    | 6.       |

Női
| Versenyző                                             | Versenyszám              | Előfutam | Előfutam | Vigaszág | Vigaszág | Elődöntő | Elődöntő | Elődöntő | Döntő | Döntő   | Döntő | Helyezés |
| Versenyző                                             | Versenyszám              | Idő      | Hely.    | Idő      | Hely.    | Típus    | Idő      | Hely.    | Típus | Idő     | Hely. | Helyezés |
| ----------------------------------------------------- | ------------------------ | -------- | -------- | -------- | -------- | -------- | -------- | -------- | ----- | ------- | ----- | -------- |
| Zoe Hyde Alison Bergin                                | Kétpárevezős             | 6:52,61  | 3.       | erőnyerő | erőnyerő | A/B      | 6:55,08  | 5.       | B     | 6:55,62 | 4.    | 10.      |
| Aoife Casey Margaret Cremen                           | Könnyűsúlyú kétpárevezős | 7:12,89  | 3.       | 7:11,38  | 1.       | A/B      | 6:59,72  | 3.       | A     | 6:54,57 | 5.    | 5.       |
| Aifric Keogh Fiona Murtagh                            | Kormányos nélküli kettes | 7:28,22  | 2.       | erőnyerő | erőnyerő | A/B      | 7:32,97  | 6.       | B     | 7:08,88 | 2.    | 8.       |
| Imogen Magner Eimear Lambe Natalie Long Emily Hegarty | Kormányos nélküli négyes | 6:51,75  | 3.       | 6:38,10  | 4.       |          |          |          | B     | 6:34,74 | 1.    | 7.       |

## Golf
| Versenyző        | Versenyszám  | 1. forduló | 1. forduló | 2. forduló | 2. forduló | 3. forduló | 3. forduló | 4. forduló | 4. forduló | Összesen | Összesen | Összesen |
| Versenyző        | Versenyszám  | Pont       | Par        | Pont       | Par        | Pont       | Par        | Pont       | Par        | Pontszám | Par      | Helyezés |
| ---------------- | ------------ | ---------- | ---------- | ---------- | ---------- | ---------- | ---------- | ---------- | ---------- | -------- | -------- | -------- |
| Shane Lowry      | Férfi egyéni | 71         | 0          | 71         | 0          | 66         | −5         | 71         | 0          | 279      | −5       | =26.     |
| Rory McIlroy     | Férfi egyéni | 68         | −3         | 69         | −2         | 66         | −5         | 66         | −5         | 269      | −15      | =5.      |
| Leona Maguire    | Női egyéni   | 78         | +6         | 79         | +7         | 83         | +11        | 71         | −1         | 311      | +23      | 59.      |
| Stephanie Meadow | Női egyéni   | 78         | +6         | 74         | +2         | 72         | 0          | 70         | −2         | 294      | +6       | 39.      |

## Gyeplabda

### Férfi
| Ír férfi gyeplabdacsapat-játékoskeret                                                                                           | Ír férfi gyeplabdacsapat-játékoskeret                                                                                                |
| --- | --- |
| - Peter Brown - Lee Cole - Timothy Cross - Jeremy Duncan - David Harte - Ben Johnson - Jonny Lynch - Kyle Marshall - John McKee | - Peter McKibbin - Sean Murray (C) - Matthew Nelson - Shane O'Donoghue - Nick Page - Michael Robson - Benjamin Walker - Daragh Walsh |

#### Eredmények
Csoportkör
B csoport
| Hely. | Csapat           | M | Gy | D | V | G+ | G– | Gk  | P  | Továbbjutás |
| ----- | ---------------- | - | -- | - | - | -- | -- | --- | -- | ----------- |
| 1.    | Belgium (BEL)    | 5 | 4  | 1 | 0 | 15 | 7  | +8  | 13 | Negyeddöntő |
| 2.    | India (IND)      | 5 | 3  | 1 | 1 | 10 | 7  | +3  | 10 | Negyeddöntő |
| 3.    | Ausztrália (AUS) | 5 | 3  | 0 | 2 | 12 | 10 | +2  | 9  | Negyeddöntő |
| 4.    | Argentína (ARG)  | 5 | 2  | 2 | 1 | 8  | 6  | +2  | 8  | Negyeddöntő |
| 5.    | Írország (IRL)   | 5 | 1  | 0 | 4 | 4  | 9  | −5  | 3  |             |
| 6.    | Új-Zéland (NZL)  | 5 | 0  | 0 | 5 | 4  | 14 | −10 | 0  |             |

| 2024. július 27. 10:30 | Belgium (BEL)            | 2–0               | Írország (IRL) | Játékvezetők: Sean Rapaport (RSA), Gabriel Labate (ARG) |
| 2024. július 27. 10:30 | Boon 25' · Hendrickx 49' | (1–0) Jegyzőkönyv |                | Játékvezetők: Sean Rapaport (RSA), Gabriel Labate (ARG) |

| 2024. július 29. 10:00 | Írország (IRL) | 1–2               | Ausztrália (AUS)      | Játékvezetők: Sarah Wilson (GBR), Jonas van 't Hek (NED) |
| 2024. július 29. 10:00 | Cole 25'       | (1–2) Jegyzőkönyv | Weyer 9' · Govers 30' | Játékvezetők: Sarah Wilson (GBR), Jonas van 't Hek (NED) |

| 2024. július 30. 13:15 | Írország (IRL) | 0–2               | India (IND)          | Játékvezetők: Steve Rogers (AUS), David Tomlinson (NZL) |
| 2024. július 30. 13:15 |                | (0–2) Jegyzőkönyv | Harmanpreet 11', 19' | Játékvezetők: Steve Rogers (AUS), David Tomlinson (NZL) |

| 2024. augusztus 1. 13:15 | Argentína (ARG)          | 2–1               | Írország (IRL) | Játékvezetők: Raghu Prasad (IND), Marcin Grochal (POL) |
| 2024. augusztus 1. 13:15 | Domene 17' · Casella 28' | (2–1) Jegyzőkönyv | Cole 27'       | Játékvezetők: Raghu Prasad (IND), Marcin Grochal (POL) |

| 2024. augusztus 2. 17:00 | Új-Zéland (NZL) | 1–2               | Írország (IRL)          | Játékvezetők: Ben Göntgen (GER), Zeke Newman (AUS) |
| 2024. augusztus 2. 17:00 | Morrison 5'     | (1–1) Jegyzőkönyv | Walker 13' · Duncan 31' | Játékvezetők: Ben Göntgen (GER), Zeke Newman (AUS) |

| Csapat         | Helyezés |
| -------------- | -------- |
| Írország (IRL) | 10.      |

## Kajak-kenu

### Szlalom
Férfi
| Versenyző     | Versenyszám | Selejtező | Selejtező | Selejtező | Selejtező | Selejtező     | Selejtező     | Elődöntő | Elődöntő | Döntő   | Döntő    |
| Versenyző     | Versenyszám | 1. futam  | 1. futam  | 2. futam  | 2. futam  | Jobb eredmény | Jobb eredmény | Elődöntő | Elődöntő | Döntő   | Döntő    |
| Versenyző     | Versenyszám | Pont      | Hely.     | Pont      | Hely.     | Pont          | Hely.         | Pont     | Hely.    | Pont    | Helyezés |
| ------------- | ----------- | --------- | --------- | --------- | --------- | ------------- | ------------- | -------- | -------- | ------- | -------- |
| Noel Hendrick | Kajak egyes | 98,64     | 18.       | 90,68     | 12.       | 90,68         | 19.           | 102,46   | 15.      | kiesett | kiesett  |
| Liam Jegou    | Kenu egyes  | 102,67    | 17.       | 99,93     | 12.       | 99,93         | 16.           | 98,52    | 6.       | 98,52   | 7.       |

Női
| Versenyző         | Versenyszám | Selejtező | Selejtező | Selejtező | Selejtező | Selejtező     | Selejtező     | Elődöntő | Elődöntő | Döntő   | Döntő    |
| Versenyző         | Versenyszám | 1. futam  | 1. futam  | 2. futam  | 2. futam  | Jobb eredmény | Jobb eredmény | Elődöntő | Elődöntő | Döntő   | Döntő    |
| Versenyző         | Versenyszám | Pont      | Hely.     | Pont      | Hely.     | Pont          | Hely.         | Pont     | Hely.    | Pont    | Helyezés |
| ----------------- | ----------- | --------- | --------- | --------- | --------- | ------------- | ------------- | -------- | -------- | ------- | -------- |
| Madison Corcoran  | Kajak egyes | 159,62    | 25.       | 115,93    | 23.       | 115,93        | 24.           | kiesett  | kiesett  | kiesett | kiesett  |
| Michaela Corcoran | Kenu egyes  | 129,55    | 21.       | 168,08    | 21.       | 129,55        | 21.           | kiesett  | kiesett  | kiesett | kiesett  |

Krossz
| Versenyző        | Versenyszám | Selejtező | Selejtező | 1. forduló                                                                     | 1. forduló | Vigaszág                                               | Vigaszág | Nyolcaddöntő                                                                   | Nyolcaddöntő | Negyeddöntő | Negyeddöntő | Elődöntő   | Elődöntő | 5–8. helyért | 5–8. helyért | Döntő      | Döntő   | Helyezés |
| Versenyző        | Versenyszám | Idő       | Hely.     | Ellenfelek                                                                     | Hely.      | Ellenfelek                                             | Hely.    | Ellenfelek                                                                     | Hely.        | Ellenfelek  | Hely.       | Ellenfelek | Hely.    | Ellenfelek   | Hely.        | Ellenfelek | Hely.   | Helyezés |
| ---------------- | ----------- | --------- | --------- | ------------------------------------------------------------------------------ | ---------- | ------------------------------------------------------ | -------- | ------------------------------------------------------------------------------ | ------------ | ----------- | ----------- | ---------- | -------- | ------------ | ------------ | ---------- | ------- | -------- |
| Noel Hendrick    | Férfi       | 69,31     | 14.       | 3 csoport · Titouan Castryck (FRA) · Yves Bourhis (SEN)                        | 3.         | 1 csoport · Wu Shao-hsuan (TPE) · Matej Beňuš (SVK)    | 1.       | 7 csoport · Noah Hegge (GER) · Tristan Carter (AUS) · Quan Xin (CHN)           | 3.           | kiesett     | kiesett     | kiesett    | kiesett  | kiesett      | kiesett      | kiesett    | kiesett | 21.      |
| Liam Jegou       | Férfi       | 70,81     | 18.       | 7 csoport · Felix Oschmautz (AUT) · Stefan Hengst (GER) · Matija Marinić (CRO) | 4.         | 3 csoport · Adam Burgess (GBR) · Casey Eichfeld (USA)  | 1.       | 2 csoport · Manuel Ochoa (ESP) · Jiří Prskavec (CZE) · Miquel Travé (ESP)      | 3.           | kiesett     | kiesett     | kiesett    | kiesett  | kiesett      | kiesett      | kiesett    | kiesett | 22.      |
| Madison Corcoran | Női         | 83,49     | 35.       | 10 csoport · Angèle Hug (FRA) · Carole Bouzidi (ALG) · Eva Alina Hočevar (SLO) | 4.         | 3 csoport · Klaudia Zwolińska (POL) · Li Shiting (CHN) | 2.       | 8 csoport · Mallory Franklin (GBR) · Viktoriia Us (UKR) · Lena Teunissen (NED) | 4.           | kiesett     | kiesett     | kiesett    | kiesett  | kiesett      | kiesett      | kiesett    | kiesett | 32.      |

## Kerékpározás

### Országúti kerékpározás
Férfi
| Versenyző   | Versenyszám   | Idő                 | Helyezés |
| ----------- | ------------- | ------------------- | -------- |
| Ben Healy   | Mezőnyverseny | 6:20:54 (+1:20)     | 10.      |
| Ryan Mullen | Mezőnyverseny | 6:36:31 (+16:57)    | 60.      |
| Ryan Mullen | Időfutam      | 37:57,16 (+1:45,00) | 12.      |

Női
| Versenyző      | Versenyszám   | Idő             | Helyezés |
| -------------- | ------------- | --------------- | -------- |
| Megan Armitage | Mezőnyverseny | 4:06:58 (+7:35) | 35.      |

### Pálya-kerékpározás
Üldözőversenyek
| Versenyző                                            | Versenyszám | Selejtező | Selejtező | Elődöntő     | Elődöntő  | Elődöntő | Döntő        | Döntő     | Döntő    |
| Versenyző                                            | Versenyszám | Idő       | Hely.     | Ellenfél Idő | Saját idő | Hely.    | Ellenfél Idő | Saját idő | Helyezés |
| ---------------------------------------------------- | ----------- | --------- | --------- | ------------ | --------- | -------- | ------------ | --------- | -------- |
| Lara Gillespie Mia Griffin Kelly Murphy Alice Sharpe | Női csapat  | 4:12,447  | 9.        | kiesett      | kiesett   | kiesett  | kiesett      | kiesett   | kiesett  |

Omnium
| Versenyző      | Versenyszám | 7,5 km-es scratch | 7,5 km-es scratch | 7,5 km-es tempóverseny | 7,5 km-es tempóverseny | Kieséses verseny | Kieséses verseny | 20 km-es pontverseny | 20 km-es pontverseny | Összesítés | Összesítés |
| Versenyző      | Versenyszám | Pont              | Hely.             | Pont                   | Hely.                  | Pont             | Hely.            | Pont                 | Hely.                | Pont       | Helyezés   |
| -------------- | ----------- | ----------------- | ----------------- | ---------------------- | ---------------------- | ---------------- | ---------------- | -------------------- | -------------------- | ---------- | ---------- |
| Lara Gillespie | Női         | 12                | 15.               | 40                     | 1.                     | 24               | 9.               | 23                   | 10.                  | 99         | 10.        |

Madison
| Versenyző                   | Versenyszám | Döntő | Döntő | Helyezés |
| Versenyző                   | Versenyszám | Pont  | Hely. | Helyezés |
| --------------------------- | ----------- | ----- | ----- | -------- |
| Lara Gillespie Alice Sharpe | Női         | 3     | 11.   | 11.      |

## Lovaglás
Díjlovaglás
| Versenyző    | Ló      | Versenyszám | Selejtező | Selejtező | Selejtező | Döntő   | Döntő   | Végeredmény | Végeredmény |
| Versenyző    | Ló      | Versenyszám | Csop.     | Pont      | Hely.     | Pont    | Hely.   | Pont        | Helyezés    |
| ------------ | ------- | ----------- | --------- | --------- | --------- | ------- | ------- | ----------- | ----------- |
| Abigail Lyle | Giraldo | Egyéni      | B         | 69,441    | 6.        | kiesett | kiesett | 69,441      | 37.         |

Díjugratás
| Versenyző                                 | Ló                             | Versenyszám | Selejtező | Selejtező | Selejtező | Döntő           | Döntő           | Döntő           | Döntő     | Döntő     | Döntő     | Végeredmény |
| Versenyző                                 | Ló                             | Versenyszám | Selejtező | Selejtező | Selejtező | Alapverseny     | Alapverseny     | Alapverseny     | Szétugrás | Szétugrás | Szétugrás | Végeredmény |
| Versenyző                                 | Ló                             | Versenyszám | Bünt.     | Idő       | Hely.     | Bünt.           | Idő             | Hely.           | Bünt.     | Idő       | Hely.     | Helyezés    |
| ----------------------------------------- | ------------------------------ | ----------- | --------- | --------- | --------- | --------------- | --------------- | --------------- | --------- | --------- | --------- | ----------- |
| Daniel Coyle                              | Legacy                         | Egyéni      | 0         | 73,64     | 3.        | nem értékelhető | nem értékelhető | nem értékelhető |           |           |           | helyezetlen |
| Cian O’Connor                             | Maurice                        | Egyéni      | 4         | 75,17     | 33.       | kiesett         | kiesett         | kiesett         |           |           |           | 33.         |
| Shane Sweetnam                            | James Kann Cruz                | Egyéni      | 0         | 73,35     | 2.        | 12              | 82,03           | 22.             |           |           |           | 22.         |
| Daniel Coyle Cian O’Connor Shane Sweetnam | Legacy Maurice James Kann Cruz | Csapat      | 9         | 230,22    | 6.        | 14              | 235,59          | 7.              |           |           |           | 7.          |

Lovastusa
| Versenyző                                               | Ló                                                           | Versenyszám | Díjlovaglás | Díjlovaglás | Tereplovaglás | Tereplovaglás | Tereplovaglás | Díjugratás   | Díjugratás   | Díjugratás   | Díjugratás | Végeredmény | Végeredmény |
| Versenyző                                               | Ló                                                           | Versenyszám | Díjlovaglás | Díjlovaglás | Tereplovaglás | Tereplovaglás | Tereplovaglás | Selejtező    | Selejtező    | Selejtező    | Döntő      | Végeredmény | Végeredmény |
| Versenyző                                               | Ló                                                           | Versenyszám | Bünt.       | Hely.       | Bünt.         | Bünt. össz.   | Hely.         | Bünt.        | Bünt. össz.  | Hely.        | Bünt.      | Bünt.       | Helyezés    |
| ------------------------------------------------------- | ------------------------------------------------------------ | ----------- | ----------- | ----------- | ------------- | ------------- | ------------- | ------------ | ------------ | ------------ | ---------- | ----------- | ----------- |
| Susannah Berry                                          | Wellfields Lincoln                                           | Egyéni      | 33,00       | 32.         | 15,20         | 48,20         | 36.           | 4,0          | 52,20        | 31.          | kiesett    | 52,20       | 31.         |
| Sarah Ennis                                             | Action Lady M                                                | Egyéni      | 38,00       | 54.         | 3,20          | 41,20         | 29.           | visszalépett | visszalépett | visszalépett | kiesett    | helyezetlen | helyezetlen |
| Austin O'Connor                                         | Colorado Blue                                                | Egyéni      | 31,70       | 28.         | 0,00          | 31,70         | =14.          | 8,00         | 39,70        | 21.          | 0,00       | 39,70       | 17.         |
| Susannah Berry Sarah Ennis Austin O'Connor Aoife Clark* | Wellfields Lincoln Action Lady M Colorado Blue Fute D'Oreal* | Csapat      | 102,70      | 11.         | 18,40         | 121,10        | 8.            |              |              |              | 16,00      | 157,10**    | 9.          |

* - csere a díjugratásban

** - 20 büntető pont a csere miatt

## Műugrás
Férfi
| Versenyző     | Versenyszám    | Selejtező | Selejtező | Elődöntő | Elődöntő | Döntő   | Döntő    |
| Versenyző     | Versenyszám    | Pont      | Helyezés  | Pont     | Helyezés | Pont    | Helyezés |
| ------------- | -------------- | --------- | --------- | -------- | -------- | ------- | -------- |
| Jake Passmore | Egyéni műugrás | 360,90    | 21.       | kiesett  | kiesett  | kiesett | kiesett  |

Női
| Versenyző    | Versenyszám        | Selejtező | Selejtező | Elődöntő | Elődöntő | Döntő   | Döntő    |
| Versenyző    | Versenyszám        | Pont      | Helyezés  | Pont     | Helyezés | Pont    | Helyezés |
| ------------ | ------------------ | --------- | --------- | -------- | -------- | ------- | -------- |
| Ciara McGing | Egyéni toronyugrás | 188,50    | 29.       | kiesett  | kiesett  | kiesett | kiesett  |

## Ökölvívás
Férfi
| Versenyző      | Versenyszám | Selejtező                   | Nyolcaddöntő                   | Negyeddöntő                | Elődöntő          | Döntő             | Helyezés |
| Versenyző      | Versenyszám | Ellenfél Eredmény           | Ellenfél Eredmény              | Ellenfél Eredmény          | Ellenfél Eredmény | Ellenfél Eredmény | Helyezés |
| -------------- | ----------- | --------------------------- | ------------------------------ | -------------------------- | ----------------- | ----------------- | -------- |
| Jude Gallagher | Pehelysúly  | erőnyerő                    | Carlo Paalam (PHI) · 1–4       | kiesett                    | kiesett           | kiesett           | 9.       |
| Dean Clancy    | Könnyűsúly  | Obada Al-Kasbeh (JOR) · 2–3 | kiesett                        | kiesett                    | kiesett           | kiesett           | 17.      |
| Aidan Walsh    | Váltósúly   | Makan Traoré (FRA) · 0–4    | kiesett                        | kiesett                    | kiesett           | kiesett           | 17.      |
| Jack Marley    | Nehézsúly   |                             | Mateusz Bereźnicki (POL) · 4–1 | Davlat Boltaev (TJK) · 1–4 | kiesett           | kiesett           | 5.       |

Női
| Versenyző         | Versenyszám | Selejtező               | Nyolcaddöntő                         | Negyeddöntő              | Elődöntő                     | Döntő                                | Helyezés |
| Versenyző         | Versenyszám | Ellenfél Eredmény       | Ellenfél Eredmény                    | Ellenfél Eredmény        | Ellenfél Eredmény            | Ellenfél Eredmény                    | Helyezés |
| ----------------- | ----------- | ----------------------- | ------------------------------------ | ------------------------ | ---------------------------- | ------------------------------------ | -------- |
| Daina Moorehouse  | Légsúly     | erőnyerő                | Wassila Lkhadiri (FRA) · 1–4         | kiesett                  | kiesett                      | kiesett                              | 9.       |
| Jennifer Lehane   | Harmatsúly  | erőnyerő                | Csang Jü-an (Chang Yuan) (CHN) · 0–5 | kiesett                  | kiesett                      | kiesett                              | 9.       |
| Michaela Walsh    | Pehelysúly  | erőnyerő                | Svetlana Staneva (BUL) · 0–5         | kiesett                  | kiesett                      | kiesett                              | 9.       |
| Kellie Harrington | Könnyűsúly  | erőnyerő                | Alessia Mesiano (ITA) · 5–0          | Angie Valdés (COL) · 5–0 | Beatriz Ferreira (BRA) · 4–1 | Jang Ven-lu (Yang Wenlu) (CHN) · 4–1 |          |
| Gráinne Walsh     | Váltósúly   | Hámori Luca (HUN) · 1–4 | kiesett                              | kiesett                  | kiesett                      | kiesett                              | 17.      |
| Aoife O'Rourke    | Középsúly   |                         | Elżbieta Wójcik (POL) · 2–3          | kiesett                  | kiesett                      | kiesett                              | 9.       |

## Rögbi

### Férfi
| Ír férfi rögbi-játékoskeret                                                                               | Ír férfi rögbi-játékoskeret                                                                             |
| --- | --- |
| - Niall Comerford - Jordan Conroy - Sean Cribbin - Hugo Keenan - Jack Kelly - Terry Kennedy - Hugo Lennox | - Harry McNulty (c) - Bryan Mollen - Gavin Mullin - Chay Mullins - Mark Roche - Andrew Smith - Zac Ward |

#### Eredmények
Csoportkör
A csoport
| Hely. | Csapat                        | M | Gy | D | V | P+ | P–  | Pk   | P | Továbbjutás                                  |
| ----- | ----------------------------- | - | -- | - | - | -- | --- | ---- | - | -------------------------------------------- |
| 1.    | Új-Zéland (NZL)               | 3 | 3  | 0 | 0 | 71 | 29  | +42  | 9 | Bejutott a negyeddöntőbe                     |
| 2.    | Írország (IRL)                | 3 | 2  | 0 | 1 | 62 | 24  | +38  | 7 | Bejutott a negyeddöntőbe                     |
| 3.    | Dél-afrikai Köztársaság (RSA) | 3 | 1  | 0 | 2 | 59 | 32  | +27  | 5 | Csoportharmadikként bejutott a negyeddöntőbe |
| 4.    | Japán (JPN)                   | 3 | 0  | 0 | 3 | 22 | 129 | −107 | 3 | Kiesett                                      |

| 2024. július 24. 17:30 |       | Írország (IRL) | 10–5 | Dél-afrikai Köztársaság (RSA) |  | Stade de France, Saint-Denis |
| 2024. július 24. 17:30 | (5–0) |                |      |                               |  | Stade de France, Saint-Denis |

| 2024. július 24. 21:00 |        | Írország (IRL) | 40–5 | Japán (JPN) |  | Stade de France, Saint-Denis |
| 2024. július 24. 21:00 | (14–0) |                |      |             |  | Stade de France, Saint-Denis |

| 2024. július 25. 16:30 |        | Új-Zéland (NZL) | 14–12 | Írország (IRL) |  | Stade de France, Saint-Denis |
| 2024. július 25. 16:30 | (0–12) |                 |       |                |  | Stade de France, Saint-Denis |

Negyeddöntő
| 2024. július 25. 22:00 |        | Fidzsi-szigetek (FIJ) | 19–15 | Írország (IRL) |  | Stade de France, Saint-Denis |
| 2024. július 25. 22:00 | (7–10) |                       |       |                |  | Stade de France, Saint-Denis |

Az 5–8. helyért
| 2024. július 27. 15:00 |       | Írország (IRL) | 17–14 | Egyesült Államok (USA) |  | Stade de France, Saint-Denis |
| 2024. július 27. 15:00 | (7–7) |                |       |                        |  | Stade de France, Saint-Denis |

Az 5. helyért
| 2024. július 27. 18:30 |       | Új-Zéland (NZL) | 17–7 | Írország (IRL) |  | Stade de France, Saint-Denis |
| 2024. július 27. 18:30 | (5–7) |                 |      |                |  | Stade de France, Saint-Denis |

| Csapat         | Helyezés |
| -------------- | -------- |
| Írország (IRL) | 6.       |

### Női
| Ír női rögbi-játékoskeret                                                                                         | Ír női rögbi-játékoskeret                                                                                              |
| --- | --- |
| - Kathy Baker - Claire Boles - Megan Burns - Vicky Elmes Kinlan - Alanna Fitzpatrick - Stacey Flood - Eve Higgins | - Erin King - Emily Lane - Amy Larn - Lucy Mulhall (c) - Amee-Leigh Murphy Crowe - Ashleigh Orchard - Beibhinn Parsons |

#### Eredmények
Csoportkör
B csoport
| Hely. | Csapat                        | M | Gy | D | V | P+ | P– | Pk  | P | Továbbjutás                                  |
| ----- | ----------------------------- | - | -- | - | - | -- | -- | --- | - | -------------------------------------------- |
| 1.    | Ausztrália (AUS)              | 3 | 3  | 0 | 0 | 89 | 24 | +65 | 9 | Bejutott a negyeddöntőbe                     |
| 2.    | Nagy-Britannia (GBR)          | 3 | 2  | 0 | 1 | 52 | 65 | −13 | 7 | Bejutott a negyeddöntőbe                     |
| 3.    | Írország (IRL)                | 3 | 1  | 0 | 2 | 64 | 40 | +24 | 5 | Csoportharmadikként bejutott a negyeddöntőbe |
| 4.    | Dél-afrikai Köztársaság (RSA) | 3 | 0  | 0 | 3 | 22 | 98 | −76 | 3 | Kiesett                                      |

| 2024. július 28. 15:30 |        | Írország (IRL) | 12–21 | Nagy-Britannia (GBR) |  | Stade de France, Saint-Denis |
| 2024. július 28. 15:30 | (12–7) |                |       |                      |  | Stade de France, Saint-Denis |

| 2024. július 28. 19:00 |       | Írország (IRL) | 38–0 | Dél-afrikai Köztársaság (RSA) |  | Stade de France, Saint-Denis |
| 2024. július 28. 19:00 | (7–0) |                |      |                               |  | Stade de France, Saint-Denis |

| 2024. július 29. 14:30 |        | Ausztrália (AUS) | 19–14 | Írország (IRL) |  | Stade de France, Saint-Denis |
| 2024. július 29. 14:30 | (12–7) |                  |       |                |  | Stade de France, Saint-Denis |

Negyeddöntő
| 2024. július 29. 22:30 |        | Ausztrália (AUS) | 40–7 | Írország (IRL) |  | Stade de France, Saint-Denis |
| 2024. július 29. 22:30 | (26–0) |                  |      |                |  | Stade de France, Saint-Denis |

Az 5–8. helyért
| 2024. július 30. 15:00 |       | Franciaország (FRA) | 19–7 | Írország (IRL) |  | Stade de France, Saint-Denis |
| 2024. július 30. 15:00 | (0–7) |                     |      |                |  | Stade de France, Saint-Denis |

A 7. helyért
| 2024. július 30. 18:00 |        | Nagy-Britannia (GBR) | 28–12 | Írország (IRL) |  | Stade de France, Saint-Denis |
| 2024. július 30. 18:00 | (21–5) |                      |       |                |  | Stade de France, Saint-Denis |

| Csapat         | Helyezés |
| -------------- | -------- |
| Írország (IRL) | 8.       |

## Taekwondo
Férfi
| Versenyző    | Versenyszám | Selejtező         | Nyolcaddöntő                 | Negyeddöntő       | Elődöntő          | Vigaszág elődöntő          | Bronz- mérkőzés   | Döntő             | Helyezés |
| Versenyző    | Versenyszám | Ellenfél Eredmény | Ellenfél Eredmény            | Ellenfél Eredmény | Ellenfél Eredmény | Ellenfél Eredmény          | Ellenfél Eredmény | Ellenfél Eredmény | Helyezés |
| ------------ | ----------- | ----------------- | ---------------------------- | ----------------- | ----------------- | -------------------------- | ----------------- | ----------------- | -------- |
| Jack Woolley | Légsúly     | erőnyerő          | Gashim Magomedov (AZE) · 0–2 |                   |                   | Adrián Vicente (ESP) · 0–2 | kiesett           |                   | 7.       |

## Tollaslabda
| Versenyző       | Versenyszám | Csoportkör | Csoportkör | Nyolcaddöntő      | Negyeddöntő       | Elődöntő          | Bronz- mérkőzés   | Döntő             | Helyezés |
| Versenyző       | Versenyszám | Ellenfél Eredmény | Hely.      | Ellenfél Eredmény | Ellenfél Eredmény | Ellenfél Eredmény | Ellenfél Eredmény | Ellenfél Eredmény | Helyezés |
| --------------- | ----------- | --- | ---------- | ----------------- | ----------------- | ----------------- | ----------------- | ----------------- | -------- |
| Nhat Nguyen     | Férfi egyes | P csoport · Misha Zilberman (ISR) · 21–17, 19–21, 21–13 · Prince Dahal (NEP) · 21–7, 21–5 · Viktor Axelsen (DEN) · 13–21, 10–21 | 2.         | kiesett           | kiesett           | kiesett           | kiesett           | kiesett           | 14.      |
| Rachael Darragh | Női egyes   | L csoport · Jenjira Stadelmann (SUI) · 21–13, 22–24, 15–21 · Carolina Marín (ESP) · 5–21, 5–21                                  | 3.         | kiesett           | kiesett           | kiesett           | kiesett           | kiesett           | 27.      |

## Torna
Férfi
| Versenyző        | Versenyszám | Selejtező | Selejtező | Döntő    | Döntő    |
| Versenyző        | Versenyszám | Pontszám  | Helyezés  | Pontszám | Helyezés |
| ---------------- | ----------- | --------- | --------- | -------- | -------- |
| Rhys McClenaghan | Lólengés    | 15,200    | 1.        | 15,533   |          |

## Úszás
Férfi
| Versenyző                                             | Versenyszám      | Előfutam         | Előfutam         | Előfutam         | Elődöntő | Elődöntő | Elődöntő | Döntő     | Döntő    |
| Versenyző                                             | Versenyszám      | Idő              | Hely.            | Össz.            | Idő      | Hely.    | Össz.    | Idő       | Helyezés |
| ----------------------------------------------------- | ---------------- | ---------------- | ---------------- | ---------------- | -------- | -------- | -------- | --------- | -------- |
| Thomas Fannon                                         | 50 m gyors       | 21,79            | 1.               | 6.*              | 21,74    | 4.       | 10.      | kiesett   | kiesett  |
| Shane Ryan                                            | 50 m gyors       | nem állt rajthoz | nem állt rajthoz | nem állt rajthoz | kiesett  | kiesett  | kiesett  | kiesett   | kiesett  |
| Daniel Wiffen                                         | 800 m gyors      | 7:41,53          | 1.               | 1.               |          |          |          | 7:38,19   |          |
| Daniel Wiffen                                         | 1500 m gyors     | 14:40,34         | 1.               | 1.               |          |          |          | 14:39,63  |          |
| Daniel Wiffen                                         | 10 km nyílt vízi |                  |                  |                  |          |          |          | 1:57:20,1 | 18.      |
| Conor Ferguson Darragh Greene Max McCusker Shane Ryan | 4 × 100 m vegyes | 3:33,81          | 6.               | 11.              |          |          |          | kiesett   | kiesett  |

Női
| Versenyző                                                   | Versenyszám      | Előfutam | Előfutam | Előfutam | Elődöntő | Elődöntő | Elődöntő | Döntő   | Döntő    |
| Versenyző                                                   | Versenyszám      | Idő      | Hely.    | Össz.    | Idő      | Hely.    | Össz.    | Idő     | Helyezés |
| ----------------------------------------------------------- | ---------------- | -------- | -------- | -------- | -------- | -------- | -------- | ------- | -------- |
| Danielle Hill                                               | 50 m gyors       | 25,02    | 8.       | 21.      | kiesett  | kiesett  | kiesett  | kiesett | kiesett  |
| Danielle Hill                                               | 100 m hát        | 1:00,40  | 4.       | 16.      | 1:00,80  | 8.       | 16.      | kiesett | kiesett  |
| Mona McSharry                                               | 100 m mell       | 1:05,74  | 2.       | 3.       | 1:05,51  | 2.       | 2.       | 1:05,59 |          |
| Mona McSharry                                               | 200 m mell       | 2:23,98  | 3.       | 7.       | 2:24,48  | 6.       | 11.      | kiesett | kiesett  |
| Ellen Walshe                                                | 100 m pillangó   | 58,70    | 6.       | 22.      | kiesett  | kiesett  | kiesett  | kiesett | kiesett  |
| Ellen Walshe                                                | 200 m vegyes     | 2:11,81  | 6.       | 15.      | 2:11,35  | 7.       | 13.      | kiesett | kiesett  |
| Ellen Walshe                                                | 400 m vegyes     | 4:39,97  | 4.       | 7.       |          |          |          | 4:40,70 | 8.       |
| Danielle Hill Grace Davison Erin Riordan Victoria Catterson | 4 × 100 m gyors  | 3:42,67  | 8.       | 16.      |          |          |          | kiesett | kiesett  |
| Danielle Hill Mona McSharry Ellen Walshe Grace Davison      | 4 × 100 m vegyes | 4:00,12  | 6.       | 11.      |          |          |          | kiesett | kiesett  |

* - egy másik versenyzővel azonos időt ért el

## Vitorlázás
Férfi
| Versenyző                     | Versenyszám    | Futam | Futam | Futam | Futam | Futam | Futam | Futam | Futam | Futam | Futam | Futam | Futam | Futam | Pontszám | Helyezés |
| Versenyző                     | Versenyszám    | 1     | 2     | 3     | 4     | 5     | 6     | 7     | 8     | 9     | 10    | 11    | 12    | É     | Pontszám | Helyezés |
| ----------------------------- | -------------- | ----- | ----- | ----- | ----- | ----- | ----- | ----- | ----- | ----- | ----- | ----- | ----- | ----- | -------- | -------- |
| Finn Lynch                    | ILCA 7 (Laser) | 9     | 25    | 26    | 22    | 12    | 7     | 13    | 11    | X     | X     |       |       | 16    | 115      | 10.      |
| Robert Dickson Sean Waddilove | 49er osztály   | 9     | 4     | 1     | 4     | 2     | 21    | 4     | 13    | 9     | 11    | 14    | 2     | 18    | 91       | 4.       |

Női
| Versenyző   | Versenyszám           | Futam | Futam | Futam | Futam | Futam | Futam | Futam | Futam | Futam | Futam | Futam   | Pontszám | Helyezés |
| Versenyző   | Versenyszám           | 1     | 2     | 3     | 4     | 5     | 6     | 7     | 8     | 9     | 10    | É       | Pontszám | Helyezés |
| ----------- | --------------------- | ----- | ----- | ----- | ----- | ----- | ----- | ----- | ----- | ----- | ----- | ------- | -------- | -------- |
| Eve McMahon | ILCA 6 (Laser radial) | 8     | 21    | 16    | 22    | 34    | 13    | 6     | 15    | 7     | X     | kiesett | 108      | 13.      |

X - törölt futam